# Шауано (окръг, Уисконсин)
Окръг Шауано (на английски: Shawano County) е окръг в щата Уисконсин, Съединени американски щати. Площта му е 2354 km², а населението - 40 881 души (1 април 2020). Административен център е град Шауано.